# Miragoâne (kommun)
Miragoâne är en kommun i Haiti.   Den ligger i departementet Nippes, i den sydvästra delen av landet, 80 km väster om huvudstaden Port-au-Prince.